# بوقلمون کالیفرنیایی
بوقلمون کالیفرنیایی (نام علمی: Meleagris californica) نام یک گونه از سرده بوقلمون است.